# ماواهي
ماواهي، هي واحة في الصحراء الغربية تابعة لشعبية الواحات في شمال شرق ليبيا. تقع في المنطقة الصحراوية الشمالية من منطقة برقة.
كانت ماواهي ضمن شعبية الواحات منذ عام 1998.